# Френд, Джеймс
Джеймс Френд (англ. James Friend) — британский кинооператор, наиболее известный своей работой над фильмом Эдварда Бергера «На западном фронте без перемен», за которую он был удостоен премии «Оскар» за лучшую операторскую работу, а также премии BAFTA за лучшую операторскую работу.

## Биография
Френд вырос в Мейдстоне, графство Кент, посещал школу Саттон Валенс. Окончил Лондонскую киношколу. За работу в кино в 2020 году он был удостоен стипендии Королевского фотографического общества.
Среди телевизионных работ Френда — «Патрик Мелроуз» и «Ваша честь», над которыми он работал вместе с Бергером. Его следующей работой стал сериал Disney+ «Аколит», продолжение франшизы «Звёздные войны».

## Фильмография
- 2006 — Человек, который продал мир
- 2009 — Вампир
- 2010 — Только для записи
- 2015—2016 — Безмолвный свидетель (телесериал, 12 эпизодов)
- 2018 — Патрик Мелроуз (телесериал, 5 эпизодов)
- 2020 — Ваша честь (телесериал, 3 эпизода)
- 2022 — На западном фронте без перемен